# (2173) Maresjev
(2173) Maresjev est un astéroïde de la ceinture principale.

## Description
(2173) Maresjev est un astéroïde de la ceinture principale. Il fut découvert le 22 août 1974 à Naoutchnyï par Lioudmila Jouravliova. Il présente une orbite caractérisée par un demi-grand axe de 3,14 UA, une excentricité de 0,12 et une inclinaison de 14,4° par rapport à l'écliptique.

## Nom
L'astéroïde a été nommé en l'honneur d'Alexej Petrovich Maresjev (1916-2001), un ancien combattant soviétique et un as des combats aériens, dont l'acte héroïque est décrit dans le roman de Boris Polevoï "Story on a True Man". À partir de ce roman, le compositeur Serge Prokofiev compose un opéra, Histoire d'un homme véritable. Alexej MaresjevIl fut récompensé par une Étoile d'Or de Héros de l'Union soviétique qui est la plus haute décoration militaire en URSS.

## Compléments